# من قدیس نیستم (فیلم ۲۰۱۰)
من قدیس نیستم (به انگلیسی:  Naan Mahaan Alla) یا من مقدس نیستم 
(به تلوگویی: Naan Mahaan Alla) فیلمی هندی محصول سال ۲۰۱۰ و به کارگردانی سوسنتیران است. در این فیلم بازیگرانی همچون کارتی، کجال آگاروال، جایاپراکاش، ویجی ستوپاتی و سوری ایفای نقش کرده‌اند.